# آنری بوسکو
آنری بوسکو یا هانری بوسکو (به فرانسوی: Henri Bosco) رمان‌نویس فرانسوی قرن بیستم میلادی، زاده ۱۶ نوامبر ۱۸۸۸ در آوینیون و درگذشته ۴ مه ۱۹۷۶ در نیس.